# Edelweiss
Edelweiss (Leontopodium) er en slægt med 5-6 arter, som er udbredt i Centralasien, Sibirien, Østasien og Europa, med hovedvægten i Kina. Navnet kommer fra tysk: edel = "ædel" + weiss = "hvid". Det er lave stauder med en opret og kolonidannende vækst. Alle dele af planterne – selv blomsterne – er tæt dækket af grålige hår. Bladene er spredte, linjeformede og indrullede med hel rand. Blomsterne er samlet i små kurve, der sammen med en krans af højblade danner den endestillede stand. Frugterne er nødder med fnok.
| Beskrevne arter |

- Ægte edelweiss (Leontopodium alpinum)
- Kinesisk edelweiss (Leontopodium souliei)

| Andre arter |

- Leontopodium fauriei
- Leontopodium japonicum
- Leontopodium leontopodioides
- Leontopodium stoechas